# الشيخ زين الدين
قرية الشيخ زين الدين هي إحدى القرى التابعة لمركز طهطا بمحافظة سوهاج في جمهورية مصر العربية. حسب إحصاءات سنة 2006، بلغ إجمالي السكان في الشيخ زين الدين 6660 نسمة، منهم 3518 رجل و3142 امرأة.